# Vystrčenovice
Vystrčenovice település Csehországban, a Jihlavai járásban. Vystrčenovice Dyjice, Dolní Vilímeč, Nová Říše és Zvolenovice településekkel határos. Lakosainak száma 121 fő (2024. január 1.).

## Népesség
A település lakosságának változását az alábbi diagram mutatja:
| Lakosok száma | 197  | 175  | 189  | 141  | 148  | 100  | 116  | 117  | 112  | 121  |
|               | 1869 | 1900 | 1921 | 1961 | 1980 | 2011 | 2016 | 2019 | 2021 | 2024 |